# Rhaphium praerosum
Rhaphium praerosum är en tvåvingeart som beskrevs av Friedrich Hermann Loew 1850. Rhaphium praerosum ingår i släktet Rhaphium och familjen styltflugor. Inga underarter finns listade i Catalogue of Life.